# Wimbledon 1992
De 106e editie van het Britse grandslamtoernooi, Wimbledon 1992, werd gehouden van maandag 22 juni tot en met zondag 5 juli 1992. Voor de vrouwen was het de 99e editie van het graskampioenschap. Het toernooi werd gespeeld bij de All England Lawn Tennis and Croquet Club in de wijk Wimbledon van de Britse hoofdstad Londen.
Op de eerste zondag tijdens het toernooi (Middle Sunday) werd traditioneel niet gespeeld.
Het toernooi van 1992 trok 372.859 toeschouwers.

## Belangrijkste uitslagen
Mannenenkelspel

Finale: Andre Agassi (Verenigde Staten) won van Goran Ivanišević (Kroatië) met 6-7, 6-4, 6-4, 1-6, 6-4
Vrouwenenkelspel

Finale: Steffi Graf (Duitsland) won van Monica Seles (Joegoslavië) met 6-2, 6-1
Mannendubbelspel

Finale: John McEnroe (Verenigde Staten) en Michael Stich (Duitsland) wonnen van Jim Grabb (Verenigde Staten) en Richey Reneberg (Verenigde Staten) met 5-7, 7-6, 3-6, 7-6, 19-17
Vrouwendubbelspel

Finale: Gigi Fernández (Verenigde Staten) en Natallja Zverava (Gemenebest van Onafhankelijke Staten) wonnen van Larisa Savtsjenko-Neiland (Gemenebest van Onafhankelijke Staten) en Jana Novotná (Tsjecho-Slowakije) met 6-4, 6-1
Gemengd dubbelspel

Finale: Larisa Savtsjenko-Neiland (Letland) en Cyril Suk (Tsjecho-Slowakije) wonnen van Miriam Oremans (Nederland) en Jacco Eltingh (Nederland) met 7-6, 6-2
Meisjesenkelspel

Finale: Chanda Rubin (Verenigde Staten) won van Laurence Courtois (België) met 6-2, 7-5
Meisjesdubbelspel

Finale: Maija Avotins (Australië) en Lisa McShea (Australië) wonnen van Pam Nelson (Verenigde Staten) en Julie Steven (Verenigde Staten) met 2-6, 6-4, 6-3
Jongensenkelspel

Finale: David Škoch (Tsjecho-Slowakije) won van Brian Dunn (Verenigde Staten) met 6-4, 6-3
Jongensdubbelspel

Finale: Steven Baldas (Australië) en Scott Draper (Australië) wonnen van Mahesh Bhupathi (India) en Nitin Kirtane (India) met 6-1, 4-6, 9-7

## Toeschouwersaantallen en bezoekerscapaciteit
|           |        | Eerste week |         | Tweede week |         | Derde week |
| --------- | ------ | ----------- | ------- | ----------- | ------- | ---------- |
| Maandag   |        | 28.233      |         | 33.880      |         | 7.798      |
| Dinsdag   | 31.626 | 28.486      |         |             |         |            |
| Woensdag  | 33.498 | 25.977      |         |             |         |            |
| Donderdag | 33.246 | 23.527      |         |             |         |            |
| Vrijdag   | 33.283 | 19.203      |         |             |         |            |
| Zaterdag  | 32.257 | 20.948      |         |             |         |            |
| Zondag    | –      | 20.897      |         |             |         |            |
| Totaal    |        | 372.859     | 372.859 | 372.859     | 372.859 | 372.859    |

|  | = slecht weer (meer dan twee uur niet gespeeld) |
|  | = gehele dag niet gespeeld, vanwege de regen    |

| Baan                           | Zitplaatsen                    | Staanplaatsen                  |                                | Baan                           | Zitplaatsen |
| ------------------------------ | ------------------------------ | ------------------------------ | ------------------------------ | ------------------------------ | ----------- |
| Centre Court                   | 13.109                         | –                              |                                | Court No. 9                    | –           |
| Court No. 1                    | 6.508                          | 820                            | Court No. 10                   | –                              |             |
| Court No. 2                    | 2.226                          | 1.000                          | Court No. 11                   | 162                            |             |
| Court No. 3                    | 800                            | –                              | Court No. 12                   | –                              |             |
| Court No. 4                    | –                              | –                              | Court No. 13                   | 1.604                          |             |
| Court No. 5                    | –                              | –                              | Court No. 14                   | 1.816                          |             |
| Court No. 6                    | 250                            | –                              | Court No. 15                   | –                              |             |
| Court No. 7                    | 250                            | –                              | Court No. 16                   | –                              |             |
| Court No. 8                    | –                              | –                              | Court No. 17                   | 180                            |             |
| Totaal zitplaatsen             | Totaal zitplaatsen             | Totaal zitplaatsen             | Totaal zitplaatsen             | Totaal zitplaatsen             | 26.905      |
| Totaal staanplaatsen           | Totaal staanplaatsen           | Totaal staanplaatsen           | Totaal staanplaatsen           | Totaal staanplaatsen           | 1.820       |
|                                |                                |                                |                                |                                |             |
| Bezoekerscapaciteit tennispark | Bezoekerscapaciteit tennispark | Bezoekerscapaciteit tennispark | Bezoekerscapaciteit tennispark | Bezoekerscapaciteit tennispark | 28.000      |

1877 · 1878 · 1879 · 1880 · 1881 · 1882 · 1883 · 1884 · 1885 · 1886 · 1887 · 1888 · 1889 · 1890 · 1891 · 1892 · 1893 · 1894 · 1895 · 1896 · 1897 · 1898 · 1899 · 1900 · 1901 · 1902 · 1903 · 1904 · 1905 · 1906 · 1907 · 1908 · 1909 · 1910 · 1911 · 1912 · 1913 · 1914 · 1915–1918 · 1919 · 1920 · 1921 · 1922 · 1923 · 1924 · 1925 · 1926 · 1927 · 1928 · 1929 · 1930 · 1931 · 1932 · 1933 · 1934 · 1935 · 1936 · 1937 · 1938 · 1939 · 1940–1945 · 1946 · 1947 · 1948 · 1949 · 1950 · 1951 · 1952 · 1953 · 1954 · 1955 · 1956 · 1957 · 1958 · 1959 · 1960 · 1961 · 1962 · 1963 · 1964 · 1965 · 1966 · 1967
↓ open tijdperk ↓
1968 (m-v-md-vd-gd) · 1969 (m-v-md-vd-gd) · 1970 (m-v-md-vd-gd) · 1971 (m-v-md-vd-gd) · 1972 (m-v-md-vd-gd) · 1973 (m-v-md-vd-gd) · 1974 (m-v-md-vd-gd) · 1975 (m-v-md-vd-gd) · 1976 (m-v-md-vd-gd) · 1977 (m-v-md-vd-gd) · 1978 (m-v-md-vd-gd) · 1979 (m-v-md-vd-gd) · 1980 (m-v-md-vd-gd) · 1981 (m-v-md-vd-gd) · 1982 (m-v-md-vd-gd) · 1983 (m-v-md-vd-gd) · 1984 (m-v-md-vd-gd) · 1985 (m-v-md-vd-gd) · 1986 (m-v-md-vd-gd) · 1987 (m-v-md-vd-gd) · 1988 (m-v-md-vd-gd) · 1989 (m-v-md-vd-gd) · 1990 (m-v-md-vd-gd) · 1991 (m-v-md-vd-gd) · 1992 (m-v-md-vd-gd) · 1993 (m-v-md-vd-gd) · 1994 (m-v-md-vd-gd) · 1995 (m-v-md-vd-gd) · 1996 (m-v-md-vd-gd) · 1997 (m-v-md-vd-gd) · 1998 (m-v-md-vd-gd) · 1999 (m-v-md-vd-gd) · 2000 (m-v-md-vd-gd) · 2001 (m-v-md-vd-gd) · 2002 (m-v-md-vd-gd) · 2003 (m-v-md-vd-gd) · 2004 (m-v-md-vd-gd) · 2005 (m-v-md-vd-gd) · 2006 (m-v-md-vd-gd) · 2007 (m-v-md-vd-gd) · 2008 (m-v-md-vd-gd) · 2009 (m-v-md-vd-gd) · 2010 (m-v-md-vd-gd) · 2011 (m-v-md-vd-gd) · 2012 (m-v-md-vd-gd) · 2013 (m-v-md-vd-gd) · 2014 (m-v-md-vd-gd) · 2015 (m-v-md-vd-gd) · 2016 (m-v-md-vd-gd) · 2017 (m-v-md-vd-gd) · 2018 (m-v-md-vd-gd) · 2019 (m-v-md-vd-gd) · 2020 · 2021 (m-v-md-vd-gd) · 2022 (m-v-md-vd-gd) · 2023 (m-v-md-vd-gd) · 2024 (m-v-md-vd-gd)
Lijst van Wimbledonwinnaars · Toernooien per editie